# Грюненфельдер, Тобиас
Тобиас Грюненфельдер (нем. Tobias Grünenfelder; род. 27 ноября 1977, Эльм) — швейцарский горнолыжник, победитель этапа Кубка мира, участник трёх Олимпиад. Специалист скоростных дисциплин. Завершил карьеру в 2013 году.
В Кубке мира Грюненфельдер дебютировал в 1997 году, в ноябре 2010 года первый и единственный раз победил на этапе Кубка мира в супергиганте. Кроме победы на имеет 4 попадания в тройку лучших на этапах Кубка мира, 1 в скоростном спуске и 3 в супергигнате. Лучшим достижением в общем зачёте Кубка мира является для Грюненфельдера 29-е место в сезоне 2009/10.
На Олимпиаде-2002 в Солт-Лейк-Сити, показал следующие результаты: супергигант - 12-е место, гигантский слалом - не финишировал.
На Олимпиаде-2006 в Турине, стал 12-м в скоростном спуске.
На Олимпиаде-2010 в Ванкувере, занял 9-е место в супергиганте.
За свою карьеру участвовал в 4 чемпионатах мира (1999, 2003, 2005, 2011), лучший результат — 16-е место в супергиганте на чемпионате мира 2005 года в итальянском Бормио.
Использовал лыжи производства фирмы Stoeckli, ботинки Lange.

## Зимние Олимпийские игры
| Олимпийские игры    | Скоростной спуск | Супергигант | Гигантский слалом | Слалом | Комбинация |
| ------------------- | ---------------- | ----------- | ----------------- | ------ | ---------- |
| 2002 Солт-Лейк-Сити | —                | 12          | DNF2              | —      | —          |
| 2006 Турин          | 12               | —           | —                 | —      | —          |
| 2010 Ванкувер       | —                | 9           | —                 | —      | —          |